# Boeing 747 LCF Dreamlifter
Il Boeing 747 LCF Dreamlifter è un aereo cargo prodotto dalla Boeing e basato sul 747-400. Con un volume di carico pari a 1 850 m³ è il secondo più grande al mondo dopo l'Airbus Beluga XL ed è stato realizzato per trasportare le componenti del Boeing 787 Dreamliner dai vari stabilimenti internazionali.

## Storia

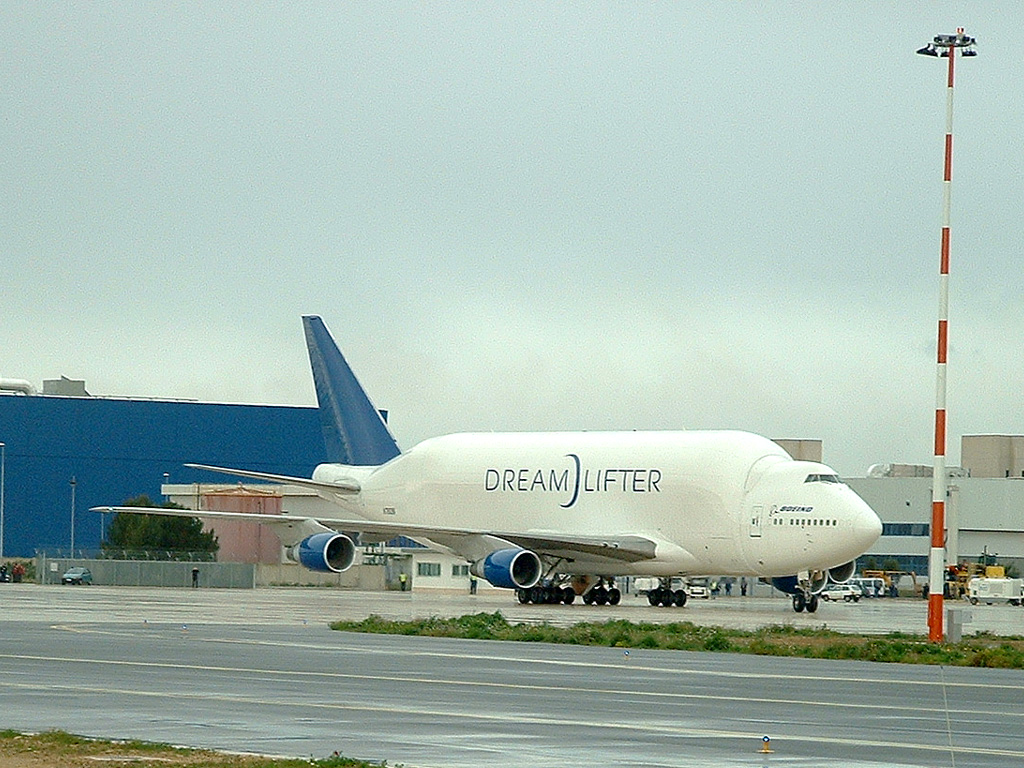
Boeing 747 Dreamlifter all'aeroporto di Taranto-Grottaglie

Il Dreamlifter nasce dal bisogno di un grande aereo cargo che trasportasse le sezioni del 787 dagli stabilimenti esteri, situati a Grottaglie, in Italia, a Charleston, nella S.C., a Wichita, nel Kansas, e a Nagoya, in Giappone, allo stabilimento di assemblaggio finale della Boeing a Everett, nello Stato di Washington. Per questo scopo, infatti, avrebbero richiesto troppo tempo trasporti via mare, mentre la versione "747 Freighter" non era sufficientemente grande per effettuare il trasporto per via aerea. Si è deciso, quindi, di progettare un velivolo apposito partendo dal 747-400, con una fusoliera ingrandita per aumentare il volume degli interni. Questa versione si chiama Large Cargo Freighter (LCF) e permette di risparmiare tra il 20 e il 40% in termini di costi e di ridurre il viaggio da 30 giorni ad alcune ore. È un progetto diverso perché dedicato a un numero limitato di velivoli, piuttosto che a essere messo in commercio e nel complesso è stato speso quasi 1 miliardo di dollari. Nell'ottobre 2004 ha raggiunto una solida configurazione, a cui hanno contribuito da Canoga Park, in California, Stretto di Puget, Spagna, Amsterdam e Mosca. Qui gli ingegneri hanno lavorato sulla fusoliera allargata, sul piano di carico e sulla zona di transizione che unisce la nuova struttura a quella esistente. A Canoga Park, invece, si è lavorato sui cambiamenti della zona pressurizzata, mentre in Olanda sulla paratia che separa il ponte di volo dal piano di carico non pressurizzato e in Spagna la Siemens Gamesa ha contribuito alla coda basculante. Terminata la progettazione (che ha richiesto oltre 500 000 ore di lavoro), i velivoli sono stati assemblati a Taipei presso l'aeroporto Chiang Kai-Shek, dove il 9 settembre 2006 è stato effettuato il primo volo. Se ne sono prodotti tre esemplari a partire da due "Jumbo Jets" della China Airlines e uno della Boeing, ai quali si è aggiunto un quarto nel 2010. Dopo aver effettuato 437 ore di test in volo e 639 ore di test a terra dal primo volo, il 2 giugno 2007 il Dreamlifter ha ricevuto la certificazione per il volo, che ha permesso di iniziare il servizio cargo.

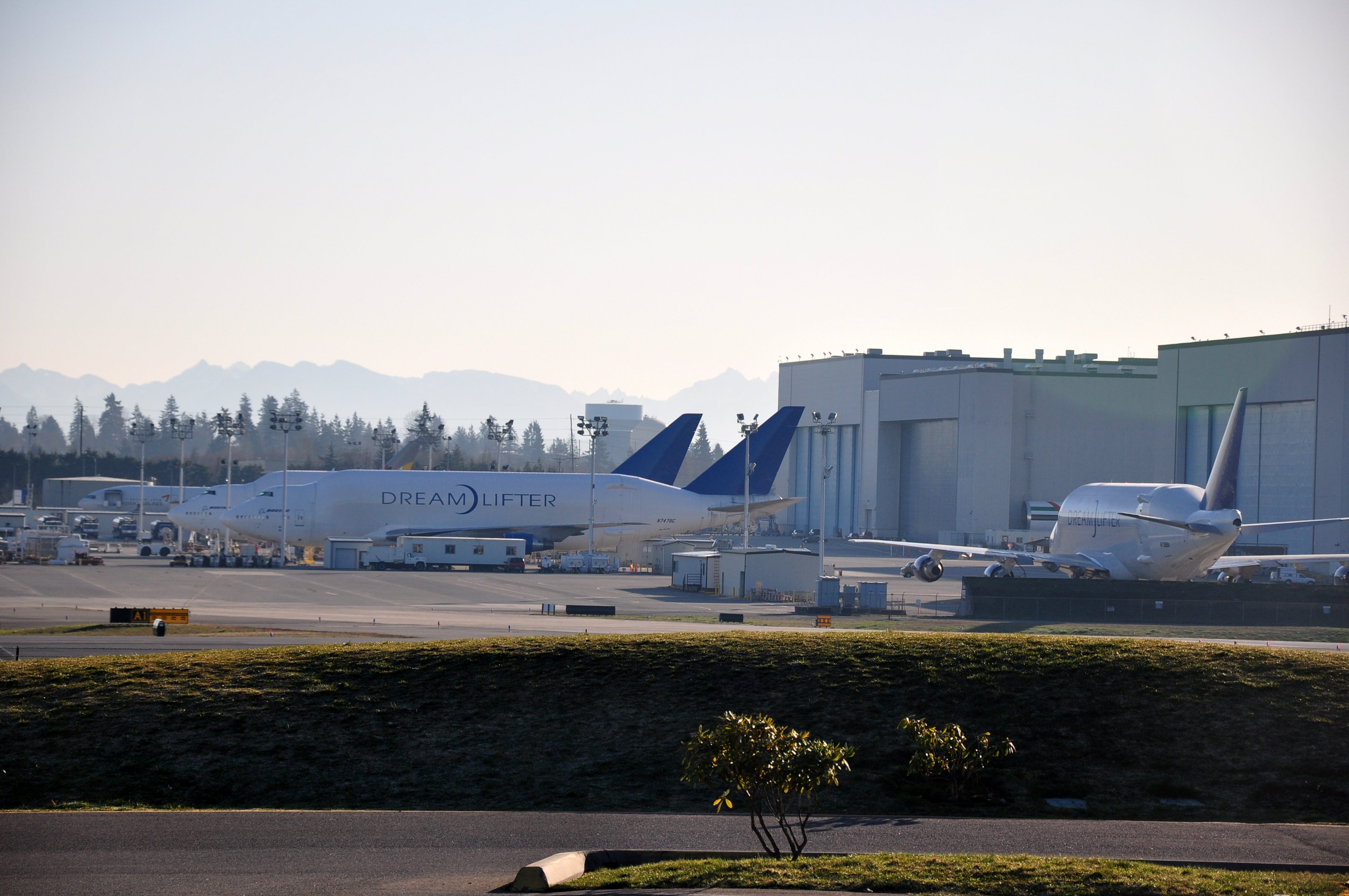
Tre Boeing 747 Dreamlifter allo stabilimento Boeing di Everett

### Incidenti
Il 20 novembre 2013 un 747 LCF proveniente dall'aeroporto JFK di New York doveva atterrare presso la base militare McConnell, nel Kansas, ma ha fatto accidentalmente rotta su uno scalo provinciale situato a 15 km di distanza. Non si sono registrati danni o feriti, ma a causa della ridotta pista di atterraggio, questo è avvenuto con difficoltà. Tuttavia dopo alcune ore è stata trovata la possibilità di riuscire a effettuare un decollo, avvenuto circa a 24 ore dall'atterraggio. Per permetterlo è intervenuta la società proprietaria Atlas Air facendo indietreggiare ulteriormente l'aereo lungo la pista e togliendo parte del carico per alleggerirlo. Sebbene un Dreamlifter necessiti di una pista lunga 2 800 m, in questo modo è riuscito a decollare da una pista di 1 900 m.
L'11 ottobre 2022, un 747 Dreamlifter in fase di decollo dall'aeroporto Marcello Arlotta di Grottaglie, ha perso una ruota con relativo mozzo il quale, dopo alcuni rimbalzi sulla pista, ha finito la propria corsa in un vigneto senza procurare gravi conseguenze.

## Caratteristiche

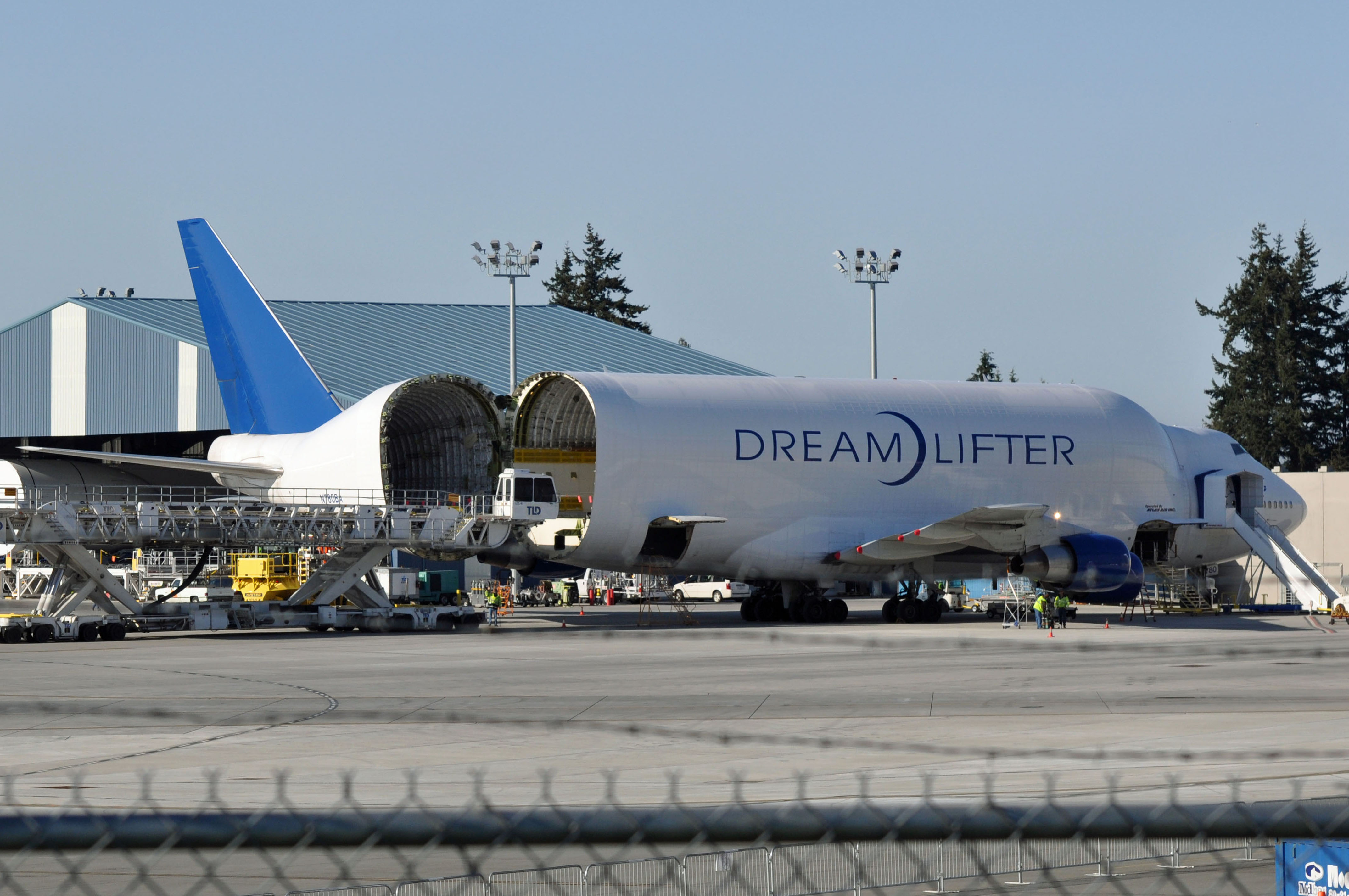
Boeing 747 Dreamlifter con la coda aperta

Il Boeing 747 Dreamlifter è basato sulla stessa struttura del 747-400, ma con una coda allungata di circa 1 m, una deriva alzata di 1,52 m e una fusoliera notevolmente ingrandita per svolgere il ruolo di trasporto merci, abbastanza per ospitare le ali o la fusoliera del 787 Dreamliner. Al suo interno ha un volume di 1 840 m³, pari al triplo del 747-400 Freighter, e l'area di carico è separata tramite una paratia reticolata in alluminio dalla zona pressurizzata per l'equipaggio, che corrisponde al muso dell'aereo. La struttura incorpora un nuovo concetto chiamato "monocoque with integral shear ties" (dove shear ties rappresenta le giunzione tra le aste fatte per resistere a cedimenti), che costituisce un metodo per trasferire il carico della traversa (rinforzo longitudinale) al telaio senza bisogno di agganci. Un'altra sfida di progettazione è stata la coda basculante del velivolo, apribile ruotando verso babordo per consentire il carico e lo scarico. La rotazione è permessa da due cerniere, mentre a chiudere e bloccare la coda sono diversi nodi originariamente progettati per delle ali pieghevoli proposte sul Boeing 777 e attivati da apparecchiature a terra per garantire che non si apra in volo.